# Джорджевич, Миролюб
Миролюб Джорджевич (серб. Мирољуб Ђорђевић, родился 27 ноября 1938 года в Белграде) — югославский хоккеист, нападающий. Выступал в составе клуба «Црвена Звезда». В составе сборной Югославии выступал на зимних Олимпийских играх 1964 года, забросил две шайбы в матче против Италии (3:5) и одну шайбу против Норвегии (4:8). Играл на чемпионате мира 1961 года, в группе C.